# PA-34
La PA-34 est une voie rapide urbaine qui permet d'accéder à Pampelune depuis l'A-15 en venant de l'ouest (Vitoria, Saint-Sébastien...).
Elle va se détacher de l'A-15 à l'ouest de l'agglomération et va se connecter quelque kilomètre plus loin à la Rocade de la ville (PA-30) en desservant les zones industrielles de l'ouest de la ville.
D'une longueur de 2.1 km environ, elle relie l'A-15 à l'ouest de l'agglomération à la Rocade de Pampelune (PA-30)

## Tracé
- Elle débute à l'ouest de Pampelune où elle va bifurquer avec l'A-15 en provenance de Irurtzun.
- Elle dessert toutes les zones industrielles de la ville de l'ouest de l'agglomération.
- Pour se connecter ensuite à la PA-30

## Sorties
| Sorties | Villes                                                                        |        |
| ------- | ----------------------------------------------------------------------------- | ------ |
|         | Vitoria-Gasteiz - Saint-Sébastien                                             | AP-15  |
| 02      | Zones Industrielles Bideberri Iruregana Berriainz                             | N-240a |
| 03      | Zones Industrielles Agustin - Eroski Pampelune Berriozar                      |        |
| 04      | Pampelune Nord - Ronda de Pampelune                                           | PA-30  |
|         | Pampelune Centre Pampelune-Avenida de Navarra - Pampelune-Avenida de Zaragoza |        |

### Référence
- Nomenclature